# 柏市立柏第四中学校
柏市立柏第四中学校（かしわしりつ かしわだいよんちゅうがっこう）は、千葉県柏市名戸ケ谷一丁目にある市立中学校。愛称、略称は「柏四中」または「四中」。

## 概要
昭和48年（1973年）に生徒数が増加し続けていた柏市立柏第二中学校より分離され開校。柏市中南部の住宅街に位置する。柏市立名戸ヶ谷小学校および柏市立柏第八小学校の児童生徒が進学する校区となっている。
昭和61年（1986年）に柏市立中原中学校新設に伴い、一部校区を分離した。
日立柏サッカー場（柏レイソルのホームグラウンド）にほど近い場所にある。

## 沿革
- 昭和48年3月15日 - 校舎竣工
  - 4月1日 - 柏市立柏第二中学校より分離し開校
  - 4月28日 - 校章制定
  - 12月15日 - 体育館竣工
- 昭和49年1月28日 - 校旗・校旗制定、開校式実施
  - 7月19日 - プール竣工
- 昭和55年2月19日 - 増築校舎竣工10教室
- 昭和61年4月1日 - 柏市立中原中学校新設に伴って2･3年生6学級分離
- 昭和63年3月19日 - 格技場竣工
- 平成9年4月23日 - 給食室完成・完全給食実施

## 周辺の公共施設
- 柏市永楽台近隣センター（柏市立図書館永楽台分館）
- 柏市新田原近隣センター
- 柏市立名戸ヶ谷小学校
- 柏市立柏第八小学校
- 千葉県立柏南高等学校

## 著名な卒業生
- 秋山浩保（元柏市長）
- 小宮山悟（元プロ野球選手・早稲田大学野球部監督）
- 三井ゆり（女優）
- 木村裕（元プロサッカー選手）
- 奥山武宰士（プロサッカー選手）
- 泉堅太郎　（俳優、演出　時来組）

### アクセス
- JR常磐線・東武野田線柏駅下車、東武バス（柏28系統、名戸ヶ谷行き）で「亀甲台中央」バス停下車徒歩5分
- 東武野田線新柏駅下車、東武バス（柏33系統・新柏01系統、名戸ヶ谷方面行き）で「新柏四丁目」バス停下車徒歩3分、または徒歩20分程度